# سیارک ۶۴۶۲
سیارک ۶۴۶۲ (به انگلیسی: 6462 Myougi، نامگذاری:1994AF2) شش هزار و چهارصد و شصت و دومین سیارک کشف شده‌است که در ۹ ژانویه ۱۹۹۴ کشف شد.
قدر مطلق سیارک برابر ۵۳.۶ است.